# Lyria mikoi
Lyria mikoi is een slakkensoort uit de familie van de Volutidae. De wetenschappelijke naam van de soort werd voor het eerst geldig gepubliceerd in 1985 door Kosuge.